# Воронин, Григорий Иванович
Григорий Иванович Воро́нин (21 декабря 1906, Макеевка, Область Войска Донского, Российская империя — 15 ноября 1987, Москва, СССР) — советский учёный в области криогенно-вакуумной техники и кондиционирования воздуха, доктор технических наук. Один из виднейших специалистов по созданию систем жизнеобеспечения самолётов, космических кораблей и орбитальных станций.
Герой Социалистического Труда (1961), лауреат Ленинской (1966) и двух Сталинских (1949, 1952) премий. Заслуженный деятель науки и техники РСФСР (1967).

## Биография

### Детство и учеба
Родился 21 декабря 1906 года в слободе, а ныне городе Макеевка (Таганрогский округ области Войска Донского Российской империи).
В 1931 году окончил Сталинский горный институт в городе Сталино Украинской ССР. Профессорско-преподавательский состав института, видя огромный потенциал Григория и его тягу к авиации, советовал ему продолжить свое образование.
В том же году он переехал в Москву, где поступил в Московский авиационный институт имени Серго Орджоникидзе, который успешно окончил в 1936 году.

### Трудовой путь
В 1936 году сразу же после окончания «МАИ» был принят на Московский авиационный завод №34 Народного комиссариата оборонной промышленности СССР, ранее выделенного из «Государственного авиационного завода № 1». Высокий уровень образования в сочетании с превосходными организаторскими способностями, позволили ему очень быстро пройти путь от инженера (1936-1938 годы), до главного технолога (1938-1939 годы) и начальника конструкторского отдела (1939-1940 годы).
В 1940 году в Москве на базе завода № 34 было создано особое конструкторское бюро − ОКБ-34, начальником и главным конструктором которого был назначен Воронин Г.И., впоследствии проработавший на этой должности до 1985 года. В начале Второй мировой войны предприятие эвакуировано на Урал. А уже в 1942 году ОКБ-34 было переименовано в ОКБ-124, вернулось в Москву и совместно с заводом №124 Наркомата авиационной промышленности СССР - Государственного комитета Совета Министров СССР по авиационной технике, где Григорий Иванович также занял должность главного конструктора, начало выпуск авиационной техники для фронта. В 1963 году ОКБ Воронина в составе завода №34 было выделено в отдельное предприятие получившее название „Агрегатный завод «Наука»“, где он стал генеральным директором и главным конструктором.
Конструкторское бюро под его руководством являлось головным разработчиком авиационных радиаторов, теплообменников, систем жизнеобеспечения и систем регулирования к ним для абсолютного большинства самолетов, создаваемых в СССР. Под его руководством разрабатывались системы кондиционирования для поддержания давления, температуры, влажности и чистоты воздуха в летательном аппарате.
С появлением и развитием пилотируемой космонавтики руководимое им предприятие разрабатывает системы жизнеобеспечения для космических кораблей «Восток», «Восход», «Союз», «Буран» и орбитальных станций «Салют», «Алмаз» и «Мир».
«Восток»
Система осушения, или регенерации воздуха, корабля «Восток», разработанная в ОКБ-124 не работала как надо. Все испытания показывали полную ее неспособность поглощать влагу из воздуха кабины на протяжении
хотя бы минимально приемлемого времени. После испытаний в кабине всегда оставались лужи концентрированного соляного раствора, которые в условиях невесомости превратились бы в свободно плавающие капли, способные легко замкнуть важнейшие электрические схемы, а также проникнуть в дыхательную систему космонавта и, возможно, отравить его. Даже если бы этого не произошло, оставалась еще серьезнейшая проблема пота, выделений тела космонавта, которые система поглощала тем хуже, чем дольше космонавт находился в космосе. В результате влажность в кабине постепенно поднималась до опасного и даже до смертельного уровня. По существу, это нельзя было назвать системой регенерации воздуха, поскольку при достаточной продолжительности полета она превращалась в систему отравления воздуха.
Было очевидно, что ОКБ-124 с треском провалило свою задачу. Григорий Воронин выслушал от Королева много нелестного. Но времени на дополнительные испытания уже не было. Пришлось обходиться воронинской системой. На ключевом совещании государственной комиссии по «Востоку» 6 апреля Королев предложил оставить ее в первом пилотируемом полете как есть, несмотря на недостатки.  В срок, названный Королевым Президиуму ЦК, нужно было уложиться, даже ценой повышения риска для жизни космонавта.

### Педагогическая деятельность
С 1957 года начал преподавать в Московском энергетическом институте, где в 1958 году получил ученое звание профессора.
С 1962 года стал заведующим кафедрой "Криогенная техника и кондиционирование" Московского высшего технического училища имени Н.Э. Баумана. Воронин придавал огромное значение тому, как растут его сотрудники в научном плане. За то время, пока он руководил предприятием, кафедра и агрегатный завод «Наука» составляли одно целое. Это позволило четко определить дальнейшее направление развития предприятия и набирать в ОКБ только высококлассных узкоспециализированных инженеров, способных сразу же после университета влиться в коллектив.
К моменту выхода на пенсию в 1985 году подготовил несколько сотен кандидатов и около 40 докторов технических наук. А также являлся автором более 450 авторских свидетельств.
Похоронен на Митинском кладбище.

## Признание
- Сталинская премия первой степени (1952) — за работу в области техники